# Claude Aubert
Claude Aubert (* 1925; † September 2000 in Spanien) war ein Schweizer Jazzmusiker (Klarinette, Sopransaxophon), Bandleader und Musikmanager.

## Leben und Wirken
Aubert stammt aus einer Künstlerfamilie; sein Vater Georges Aubert war ein bekannter Maler. Als Zwanzigjähriger spielte Claude Aubert, der sein Instrument als Autodidakt gelernt hatte, Klarinette bei den Dixie Dandies von Loys Choquart, dann bei der New Rhythm Band (mit Musikern wie Henri Chaix, Pierre Bouru, den Trompetern Paul Delisle und Mario Gallopini und dem Posaunisten Bibus Dufour) und auf einer innerschweizerischen Tournee mit den New Orleans Stompers.
1949 wechselte er nach dem Besuch eines Konzerts von Sidney Bechet, zum Sopransaxophon. Im ersten Genfer Jazzclub Cat Club (gegründet 1949), bildete er für mehr als zwei Jahre das Haustrio mit Henri Chaix und Pierre Bouru und begleitete durchreisende Musiker wie Sidney Bechet, Wallace Bishop, Glyn Paque oder Peanuts Holland. 1951 nahm er mit den Dixie Dandies auf und ging mit Humphrey Lyttelton auf Tournee. Im selben Jahr stellte Aubert nach der Schließung des Clubs sein eigenes Orchester zusammen; dazu gehörte Trompeter Gabriel Preitner, Gitarrist Marc Roth und Drummer Pascal Jeanmairet. Dann bildete er sein Orchester mit der ungewöhnlichen Frontline von Sopransaxophon, Klarinette und Tenorsaxophon, das zu einer der bekanntesten Jazzformationen der Schweiz wurde.
Ende 1960 beendete Aubert seine aktive Karriere als Musiker, um als Schweizer Generalvertreter des Labels Vogue tätig zu sein. Sein Orchester existierte weiter unter dem Namen Orchestre Henri Chaix. Aubert war anschließend Schweizer Direktor des Labels Barclay. Im frühen Ruhestand zog er sich nach Spanien zurück, wo er nach schwerer Krankheit starb.|

## Diskographische Hinweise
- Memorial Henri Chaix (Elite/Sackville 1955–1959)

## Lexigraphische Einträge
- Bruno Spoerri (Hrsg.):  Biografisches Lexikon des Schweizer Jazz CD-Beilage zu: Spoerri, Bruno (Hrsg.): Jazz in der Schweiz. Geschichte und Geschichten. Chronos-Verlag, Zürich 2005, ISBN 3-0340-0739-6